# 해리단길
해리단길(Haeridan-gil)는 대한민국의 부산광역시 해운대구 우동에 위치한 좁은 도로이다. 처음 길 이름은 해운대구의 경리단길이라는 뜻에서 유래한다.

## 같이 보기
- 해운대역
- 해운대구